# Дистрактор (тестирование)
Дистрактор (от англ. distractor, distracter, образованных от глагола «отвлекать») — неправильный, но правдоподобный ответ в тестовых заданиях с выбором одного или нескольких правильных ответов. Дистракторы как правило используются в тестах способностей, тестах знаний и профессиональных навыков.
Дистракторы используются для отвлечения внимания участников оценки, которые либо плохо знакомы с предметом, либо совсем не знают правильный ответ и пытаются его угадать. С психометрической точки зрения дистракторы должны увеличивать вероятность неправильных ответов, сохраняя при этом его дискриминативность (различительную способность). Хорошо разработанные дистракторы должны «притягивать» плохо знающих (или совсем незнающих) участников оценки, при этом хорошо знающие не должны «попадаться» на них. По результатам психометрического анализа определяют так называемые «слабые» дистракторы, которые по статистике выбирают очень мало участников, и «сильные» — те, которые выбирают многие.

## Разработка дистракторов
Разработка дистракторов требует определённых навыков от разработчиков, так как поначалу довольно сложно придумывать правдоподобные ответы, которые при этом точно являются неправильными. Для эффективной разработки необходимо понимать «психологику» участника оценки (логику участников, которые пытаются «угадать» верный ответ, имитируя логику мышления автора). Плохо знающие участники пытаются найти знакомые и подходящие к теме ответы. Участники, полностью не знающие ответ, пытаются угадать по формальным признакам (самый длинный ответ, самый умный ответ и т. п.).
Разработчик тестового задания должен создать дистракторы для обеих категорий участников. Примеры возможных дистракторов для полностью незнающих ответ:
- Самый длинный ответ — верный (сделайте чуть более длинным именно дистрактор)
- Верный ответ содержит «умные» слова (иногда имеет смысл вставить дополнительную «научность» в дистрактор)
- В правильном ответе содержится термин из вопроса (те, кто выбирает ответ по формальным признакам часто попадаются на этот прием)
- «Золотая середина» (если варианты ответа — это числа, то среднее значение лучше сделать дистрактором)
- Содержит обоснование — «потому что», «так как»…

Дистракторы для «плохо знающих» писать сложнее. Вот наиболее частые приемы:
- Типичные ошибки новичков (нужно воспроизвести типичные, но при этом ошибочные ответы «новичка» в теме)
- Невнимательность при анализе / расчётах (подходит для заданий, требующих счёта)
- Частотные и общеизвестные фразы из текстов, связанных с тематикой теста

Существуют определённые требования по количеству вариантов ответа в задании теста и, соответственно, по количеству дистракторов. Для заданий с выбором одного правильного ответа (multiple choice) минимально допустимым является 4 варианта ответа (следовательно, 3 дистрактора). Для заданий с выбором нескольких вариантов ответа (multiple response) жёстких требований нет, но рекомендуется придумывать не менее 5 вариантов ответа и не менее 3 дистракторов.
Самая частая ошибка при разработке дистракторов — это так называемая «частичная правильность». Это ситуация, когда «неправильный» ответ кажется неправильным только автору тестового задания (или же какой-то определённой группе участников оценки). При этом непредвзятый анализ ответов может показать, что с определённой точки зрения дистрактор вполне можно назвать правильным ответом. Преодолеть эту проблему можно, проводя экспертизу разработанных заданий — решение теста предметными экспертами (не авторами заданий), которые могут выявить и устранить частичную правильность.
Другая распространенная ошибка — это создание глупых, смешных или «халтурных» дистракторов. Наиболее яркий пример — это вариант ответа «всё вышеперечисленное» или «ничего из вышеперечисленного». Разработчики должны придумать максимально правдоподобные неправильные варианты, а не формально выполнять требование по количеству вариантов ответа в задании.